# 塘雅站
塘雅站位于浙江省金华市金东区塘雅镇繁荣路84号，是沪昆铁路上的一个货运站，同时也是新金温铁路塘雅联络线的起点站。目前塘雅站主要办理沪昆铁路客货运列车通过和避让业务，以及整车货运到发业务。车站主要的到发货品为石油类、化工类、非金类、钢铁类及粮食类。车站货场设有通往胜利石化有限公司的专用线。车站每天有小编组列车发往金华东站。

## 历史
塘雅站于1932年3月1日建成通车，是浙赣铁路上较早开通的车站之一。1957年车站曾进行改建工程。改建后车站设有4条股道、2座客运站台和1座货运站台:185，并设有面积71平方米的站房和235平方米的候车室:319。塘雅站1984年全年发送旅客流量达6.9万人次，货物33297吨。
1990，塘雅站搬迁至位于塘雅村东南郊、距离老站南侧3千米的现址，老站及浙赣铁路旧线区域为现在的环镇南路。新站于1991年11月30日投入使用，12月1日举行竣工典礼:40。
在浙赣线电气化、塘雅站彻底关闭旅客客运业务之前，一天曾有四趟慢车停靠该站，每年7月至9月，大量在塘雅镇种植葡萄的果农在此站乘坐5090次列车前往杭州贩售葡萄。车站停办客运后，当地果农只能拼车前往杭州或前往金华西站乘坐5090次列车，导致运输成本大增，利润降低。
2014年9月10日上海铁路局开行由江山至南京西的长三角货运快运列车，塘雅站亦是其中的停靠站。
2015年起塘雅站成为新金温铁路塘雅联络线的起点站，但在2017年3月以前仅有北上高铁经过该联络线进入沪昆高铁，2017年3月起，由于金华站普速场改造，经由金温货线的客车开始通过该联络线进入沪昆铁路。
2022年开工的沪昆铁路金义三四线接入塘雅站东咽喉，并于车站东侧设线路所引出金华外绕线。

## 图片

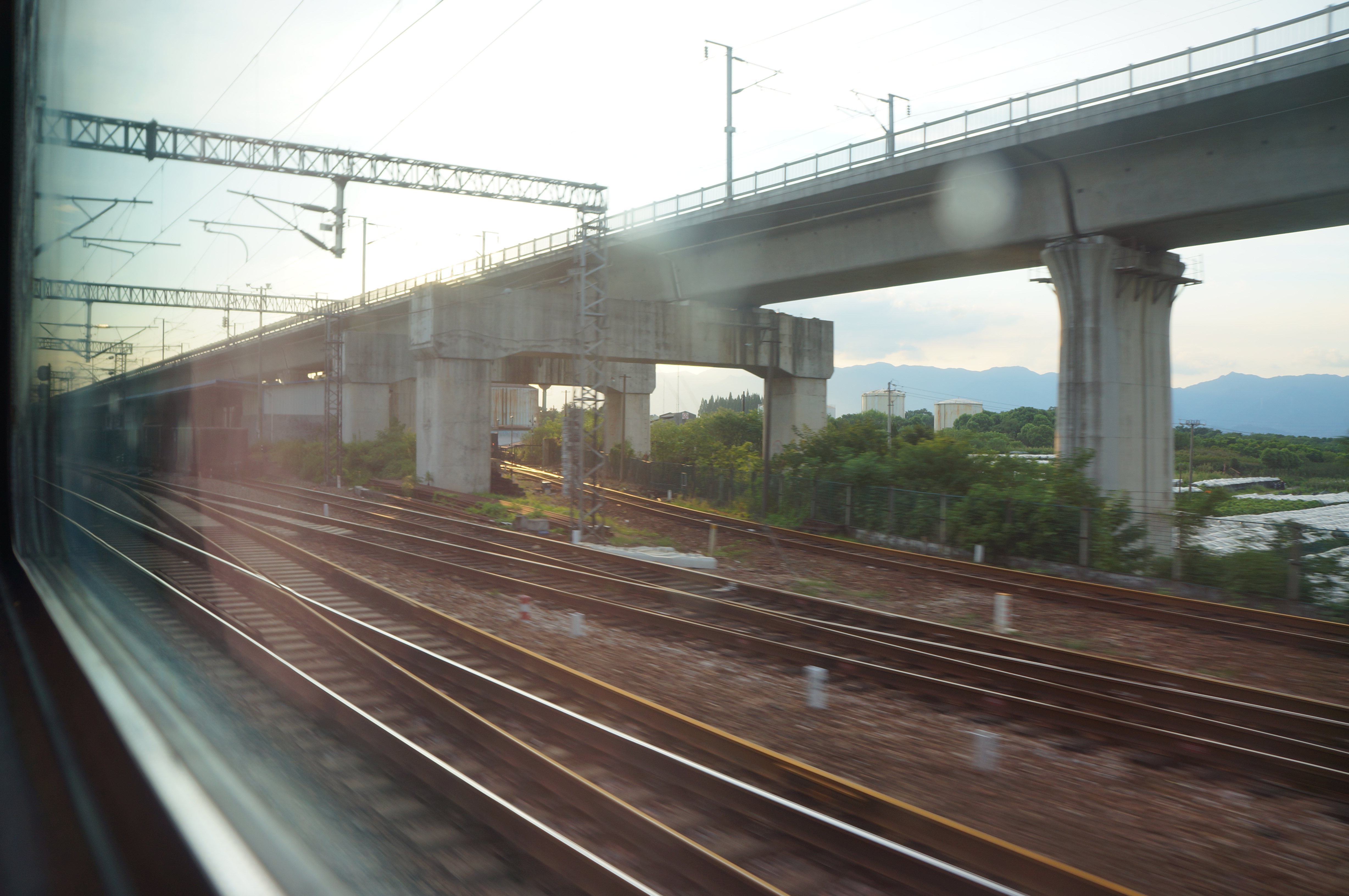
车站专用线
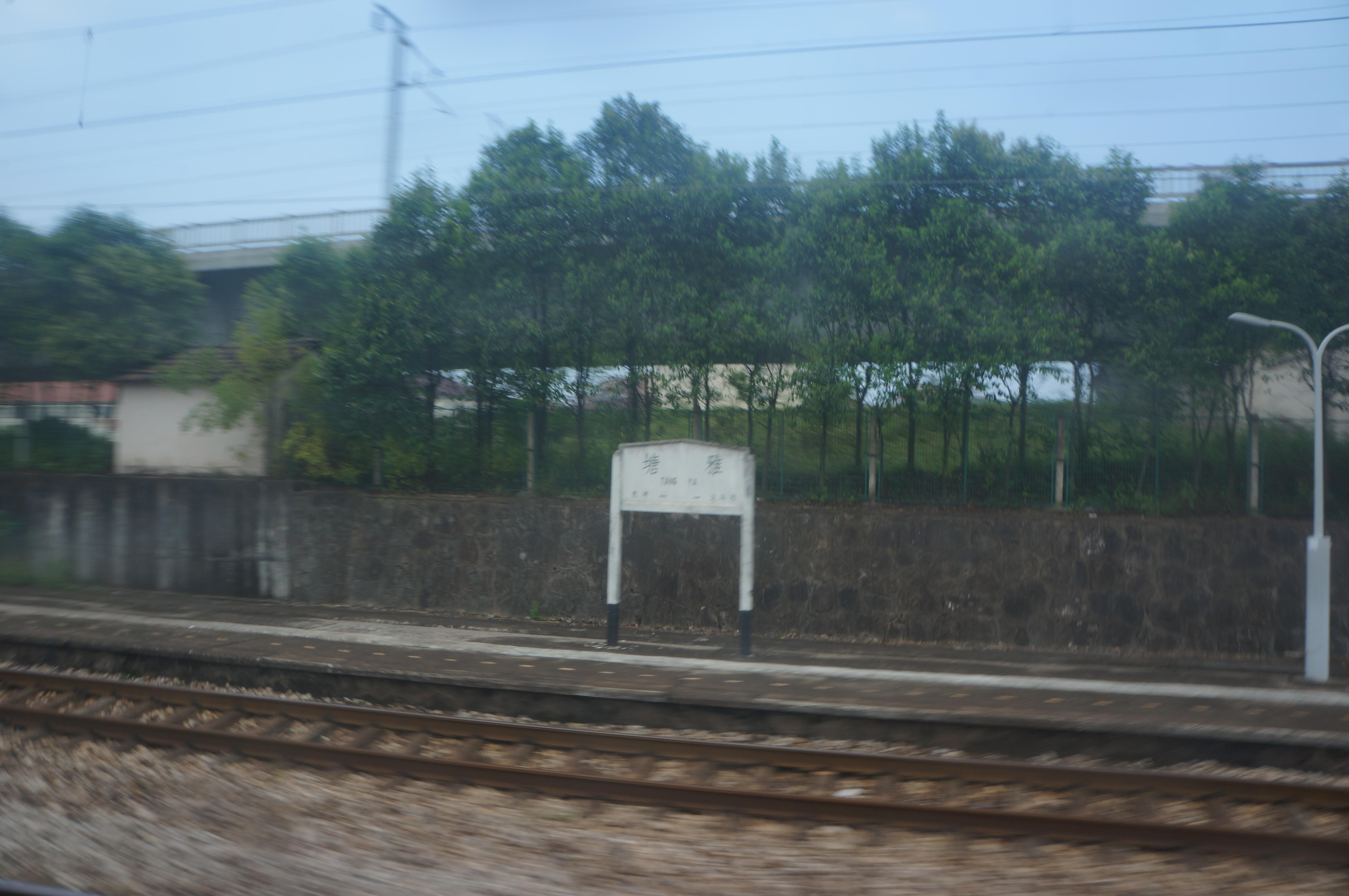
车站站牌
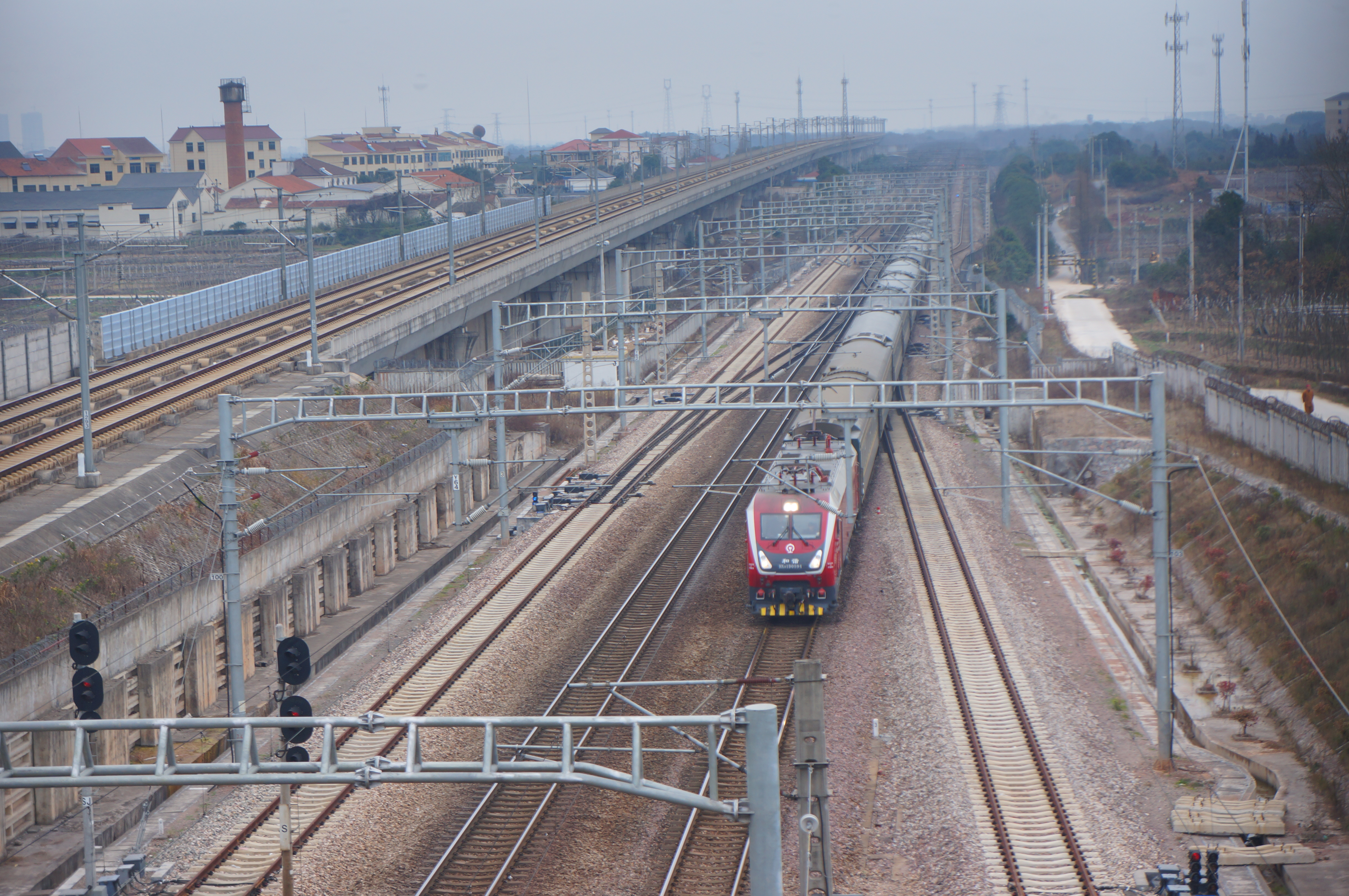
HXD1D牵引K845次列车通过塘雅站
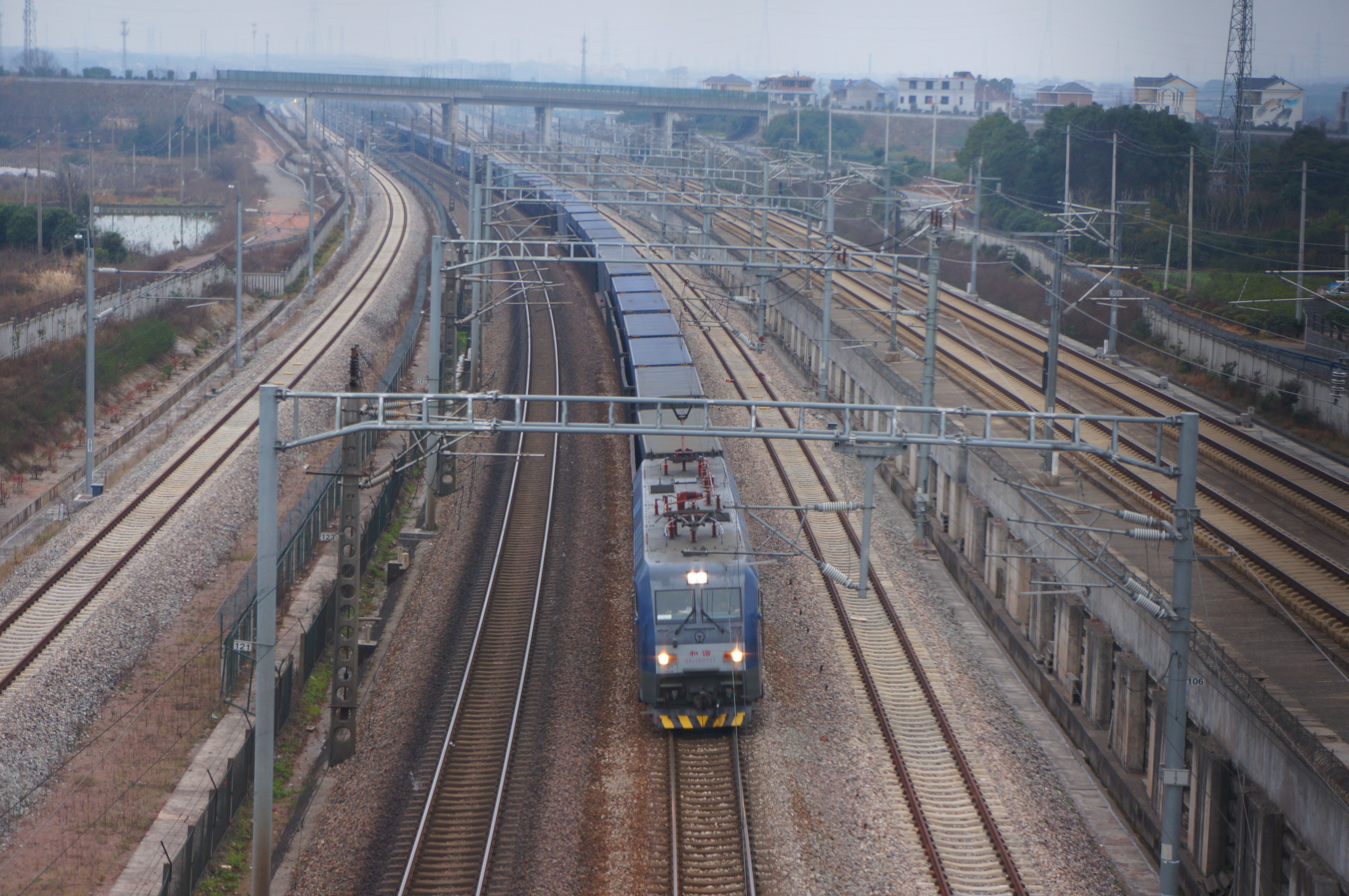
上行货列通过塘雅站